# Eustach IV. (Boulogne)
Eustach IV. (* um 1130; † 10. August 1153) war Graf von Boulogne und Kronprinz von England aus dem Haus Blois. Als ältester Sohn des Königs Stephan von England und der Mathilda von Boulogne war er seit 1135 der designierte Erbe auf den englischen Thron und des Herzogtums Normandie. 
Im Jahr 1137 hatte Eustach auf Wunsch seines Vaters gegenüber König Ludwig VI. von Frankreich gehuldigt, was eine Bedingung zur Erneuerung des Friedensvertrages zwischen König Heinrich I. von England und dem französischen König aus dem Jahr 1120 darstellte. Der Chronist Heinrich von Huntingdon berichtete dazu, dass Eustach dabei denselben Eid geschworen hatte wie einst William Ætheling, also als Herzog der Normandie. Dies bestätigte der über hundert Jahre später schreibende Matthäus Paris. Der offizielle Urkundenverkehr der Zeit legt jedoch nahe, dass Eustach weder als Herzog in der Normandie eingesetzt noch als solcher gegenüber dem französischen König gehuldigt hat. Bei seiner einzigen Erwähnung in den Urkunden seines Vaters aus dem Jahr 1140 wird er weder als Herzog noch als designierter Herzog, sondern lediglich mit dem gräflichen Titel genannt, den er als Erbe seiner Mutter auf die Grafschaft Boulogne trug. Im Februar 1140 wurde er mit Konstanze verheiratet, der Schwester des französischen Königs.
Eustach wurde 1147 von seinem Vater zum Ritter geschlagen, woraus man schließen kann, dass er zu dieser Zeit zwischen 16 und 18 Jahre alt war. Zuvor war bereits im Verlauf des Krieges gegen Kaiserin Matilda (die Anarchie) die Normandie im Jahr 1144 von deren Ehemann Gottfried Plantagenet von Anjou erobert worden. An der Seite von König Ludwig VII. beteiligte sich Eustach 1151 an einem erfolglos verlaufenden Feldzug in die Normandie, nach dem der französische König den Sohn Gottfrieds, Heinrich, als neuen Herzog anerkannte. Am 6. April 1152 ließ König Stephan seinem Sohn in London von einer geringen Zahl von Baronen als zukünftigem König huldigen. Der Erzbischof von Canterbury, Theobald von Bec, jedoch weigerte sich gemeinsam mit anderen Bischöfen, die Krönung vorzunehmen, mit der Begründung, dass die Kurie die Erbansprüche Eustachs verneint habe. Eustach starb plötzlich im folgenden Jahr, am 10. August 1153, der Überlieferung nach als Gottesstrafe während der Plünderung kirchlichen Landes in Bury St Edmunds. Sein Tod wurde mit großer Befriedigung aufgenommen, da er eine friedliche Einigung zwischen Stephan und dem jungen Heinrich, dem Sohn Matildas, ermöglicht habe.
Nach William of Newburgh war König Stephan „über alle Maßen durch den Tod seines Sohnes bekümmert, den er als seinen Nachfolger erhoffte; er setzte (seine) Kriegsvorbereitungen weniger energisch fort, und hörte geduldiger als üblich auf die Stimmen derjenigen, die auf Frieden drängten“.
Die Peterborough Chronicle schreibt Eustach einen schlechten Charakter zu: „Er war ein schlechter Mensch und tat mehr Böses als Gutes, wo immer er ging; er verdarb das Land und belegte es mit schweren Abgaben“. Er bedrohte die widerspenstigen Bischöfe und verlangte im Krieg gegen die angevinische Partei Zahlungen von der Kirche – was alleine schon ausreichen dürfte, um ihn in der Chronik in Verruf zu bringen.
Eustach wurde in der Faversham Abbey begraben. Seine Witwe heiratete in zweiter Ehe den Grafen Raimund V. von Toulouse.